# Ingatlan-értékbecslés
Az ingatlanérték-becslés nem egzakt tudomány, nem csupán matematikai modelleket alkalmazó szakma, hanem bizonyos mértékig látnokság, jövőkutatás is. Abban az értelemben igaz mindez, hogy a vagyontárgy piaci értékét csak akkor lehet biztosan tudni, ha az már elkelt.
Az értékbecslési problémák megoldásához azonban mégiscsak nélkülözhetetlen a matematika bizonyos szintű alkalmazása.
Az értékbecslés egyrészt rögzíti és dokumentálja mindazokat a tényeket, melyek befolyásolják az ingatlan értékét. Ilyenek: az ingatlan fekvése, telekterületének építési hatósági besorolása, az építmény műszaki állapota stb. Meghatározhatja ezen túlmenően mindazokat az ingatlan közelebbi és távolabbi környezetében ható tényezőket, melyek kihathatnak az ingatlan forgalmi értékére. Így foglalkozhat a település közlekedési viszonyaival, országos (nemzetközi) megközelítésének lehetőségeivel, a térségre vonatkozó fejlesztési elképzelésekkel is. A feltárt és lehetőség szerint dokumentált műszaki, jogi és egyéb tényekből történő kiindulás mellett az értékbecslő meghatározza az ingatlan forgalmi értékét. A forgalmi érték meghatározásához az értékbecslő a konkrétumok mellett az adott ingatlan tipusra és adott fekvésre vonatkoztatható forgalmi értéket határozza meg. Ehhez a tényleges keresleti-kinálati viszonyok illetőleg az adott térség hatóságilag regisztrált (illetékkiszabásra bejelentett) ingatlan adásvételek összehasonlító adatainak vizsgálata szükséges. Magyarországon az államkapitalizmus (szocializmus) korszakában az ingatlan értékbecslési tevékenységet egyrészt az Ingatlanközvetítő Vállalatok, másrészt a tanácsok illetékes osztályai látták el. 

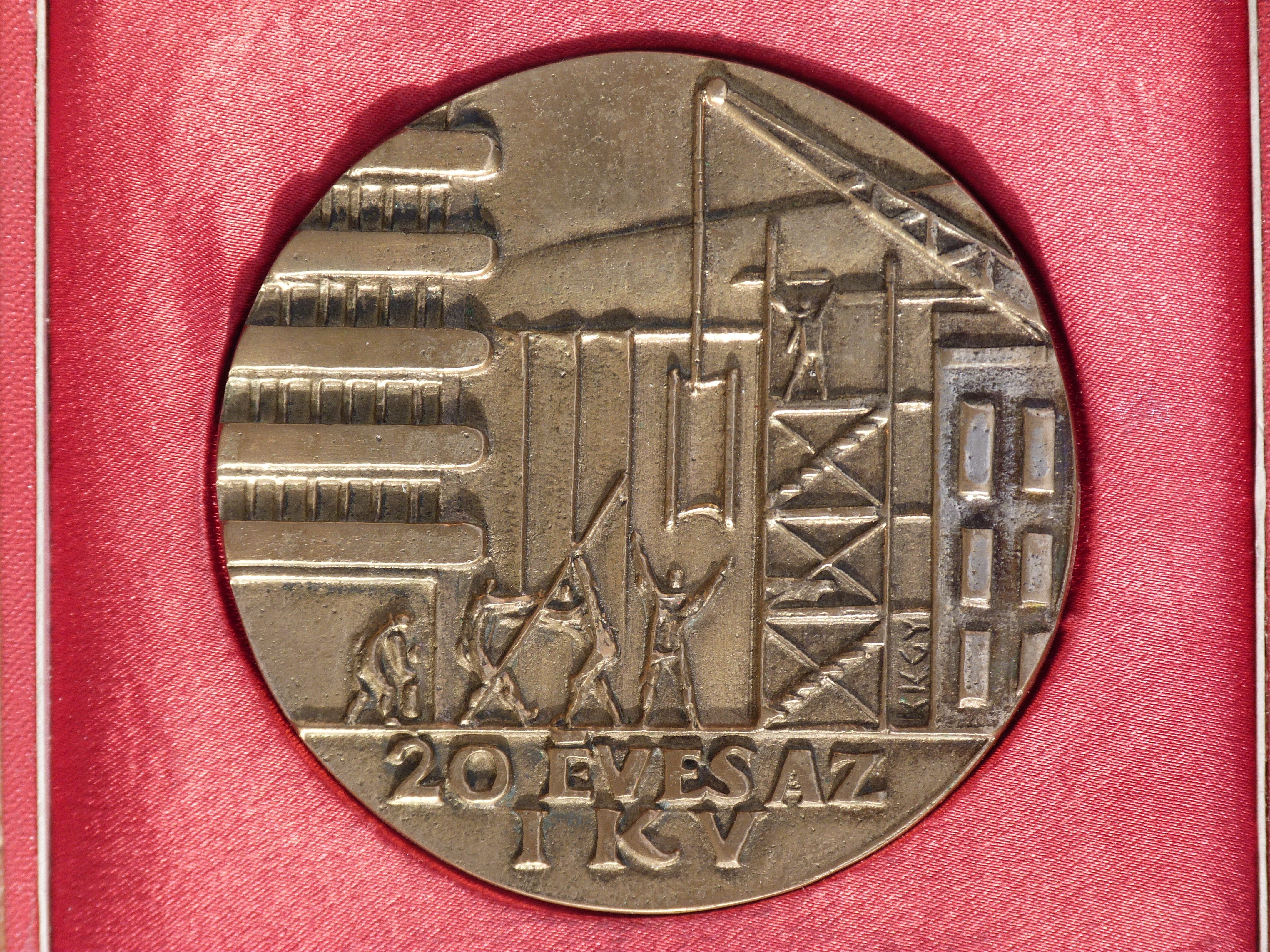
Az IKV emlékérme

## Az ingatlanpiacsajátosságai
Az ingatlanpiac természete jelentősen különbözik más piaci szegmensektől.
Noha kevés olyan piac illetve áru létezik ahol a tökéletes verseny ismérvei teljesülnek, az ingatlanpiaci verseny „tökéletlensége” mégis szembeötlő.
Vizsgáljuk meg, miképpen foglalhatók össze tömören azok a főbb sajátosságok, amelyek csak az ingatlanpiacra és annak mechanizmusaira érvényesek.
- nincs központi piac: a tranzakciók számtalan eltérő helyszínen mennek végbe az ingatlan típusától, elhelyezkedésétől, valamint attól függően, hogy adásvétel, befektetés vagy ingatlanfejlesztés a tranzakció tárgya.
- információhiány: a tranzakciók információ-szegénysége, esetenként információhiánya a központi piac hiányának következménye.

Noha a nyilvános árverés, pályázat (mint marketing módszer) - elterjedőben van, a legtöbb ügyletet a titokzatosság lengi körül. Még ha az eladási ár nyilvános is, a teljes tényanyag ritkán ismert, és e nélkül teljes körűen megalapozott elemzések nem végezhetők. Ilyen eset például ha a közölt főbb adatok nem tartalmazzák az épület állapotát, a kifizetések időpontját, pontos ütemezését, hogy fennáll-e valamilyen speciális kapcsolat az eladó és a vevő között, vagy a bérbeadó és bérbevevő között, és még számos más tényezőt, amelyek alapvetően befolyásolhatják az árat
- stabil kínálat: noha idővel a föld kínálata (adott körzetben, településen, utcában, stb.) a regionális rendezési terv szerint esetleg növelhető, rövidtávon a föld kínálata mégis adottnak tekintendő.

Ez a tény monopolhelyzetbe hozhatja a már tulajdonos eladókat és a bérbeadókat.
- komplexitás: eltérően más piacoktól az ingatlanpiaci tranzakciók gyakran komplex finanszírozási egyezményeken alapulnak, így például az egyik fél (vevő vagy eladó) több üzlettársat képviselhet, akiknek érdekei egymástól eltérőek lehetnek. Ez azzal a hátránnyal járhat, hogy a tranzakció időtartama megnő, és ezáltal jelentős többletköltség keletkezik. Az időtartam hosszúságának és az ügylet komplexitásának

pozitív hatása ugyanakkor, hogy az ingatlanpiac jóval állhatatosabb mint például a tőzsde, ahol a tranzakciók gyorsak, és hatásaik könnyen lemérhetőek.
- eltérő érdekek: eltérően más piacoktól, ahol többségükben a homogén áruk forgalma jellemző, az ingatlanpiac az ingatlanhoz fűződő számos joggal, érdekeltséggel foglalkozik.

## Azingatlan-értékbecslőszakember, az ingatlan fogalma
Az elmúlt 60-80 évben az ingatlanérték-becslés mestersége világszerte elterjedt. Magyarországon az ingatlanpiac egy része, így a magántulajdonú lakások piaca a második világháború befejeződése után is folyamatosan működött.
Az 1988-ban megjelent társasági törvényt követően már nemcsak a lakás-célú hanem a kereskedelmi és ipari ingatlanok piaca is fejlődésnek indult.
Az egyre nagyobb számban megjelenő hazai és külföldi befektetők számára a magyar gazdaság jelentős inflációs nyomásával szemben az ingatlan-befektetések jelenthetnek hosszú távon stabilitást. Mindehhez járult hozzá az 1990-es években a privatizáció, mely még nagyobb lendületet adott az ingatlanpiac fejlődéséhez. A gazdasági és szociális változások, úgymint a lakástulajdonosok számának növekedése, és a befektetői piacok fejlődése mind-mind az értékbecslők munkáját növelte.
Az eszközértékbecslő (szakértő) a TEGOVOFA definíciója szerint- egy olyan jó hírnevű személy, aki egy elismert oktatási intézményben megfelelő képesítést szerzett, vagy ezzel egyenértékű egyetemi végzettséggel rendelkezik; és megfelelő gyakorlata és szakértelme van az állóeszközök (földrajzi) helyét és kategóriáját figyelembe vevő értékbecslésben.

## Elfogadott ingatlan-értékbecslő
Olyan ingatlanforgalmi szakember, aki a megfelelő engedélyek birtokában az ingatlanok értékét megállapíthatja. Elfogadott értékbecslő az az értékbecslő, akinek szakvéleményét - szerződés alapján - az adott bank elfogadja.

## Az érték, az ár és a költség
Az érték elvont fogalom, több elfogadható, lehetséges meghatározással.
Tágabb értelemben az érték meghatározható egy kapcsolat kifejeződéseként a megkívánt áru, és a lehetséges vásárló között.
Az érték egy termékkel vagy szolgáltatással való rendelkezést képvisel, amely átváltható más termékre, illetve szolgáltatásra esetleg pénzre.
Az ingatlanérték-becslés vonatkozásában az értéket meghatározhatjuk, mint a jövőbeli előnyök pillanatnyi értékét, melyet az ingatlan birtoklásából nyerünk.
Gazdasági értékkel azon eszközök bírnak, amelyek tulajdonosaiknak, használóiknak gazdasági hasznot hajtanak.
Egy ingatlan egy időben több különböző értékkel rendelkezhet, mint például piaci érték, gazdasági érték, biztosítási érték, könyv szerinti érték, jelzálogérték, amortizált érték stb.
Az ingatlan-értékbecslő célja rendszerint a piaci érték becslése. A piaci érték azt az árat jelenti, amely összegért egy vagyontárgyban való érdekeltség méltányosan, magánjogi szerződés keretében és az értékbecslés időpontjában várhatóan eladható, feltételezve a következőket:
- az eladó hajlandó az eladásra,
- az adásvételi tárgyalások lebonyolításához, figyelembe véve a vagyontárgy jellegét és a piaci helyzetet, észszerű hosszúságú időtartam áll rendelkezésre,
- a tárgyalás időszakában az érték nem változik,
- a vagyontárgy szabadon kerül piacra, meghirdetése megfelelő nyilvánossággal történik,
- az átlagostól eltérő, speciális vevői külön ajánlat figyelembevételére nem kerül sor.

Ez a definíció a további jelentéseket is hordozza:
- a piaci érték a legvalószínűbb érték amit az ingatlanért adnak, és nem az átlagos ár és nem a legmagasabb ár,
- a fizetés készpénzben, vagy annak megfelelő fizetőeszközzel történik,
- a vásárló és az eladó nem lehetnek kapcsolatban, és szabad elhatározásból kell cselekedniük,
- mind az eladó, mind a vásárló jól informált az ingatlan állapotáról, illetve hasznosítási lehetőségeiről,
- az eladó csak akkor adja el az ingatlant, ha az elvárt árat kapja meg érte.

Tehát nincs „kényszer eladás”, az eladó határozhatja meg, hogy milyen árat kíván az ingatlan fejében. Ha a kereslet magasabb a kínálatnál, akkor válik jövedelmezővé az „árucikkünk”, és ugyanezen az alapelven működik az ingatlanpiac is. A piacgazdaság elmélete szerint az árat az egyensúlyi szakasz határozza meg, ahol a kínálat függvény keresztezi a keresleti függvényt.
Ez azonban csak tökéletes verseny esetén teljesül, amikor minden szükséges információ a rendelkezésre áll, és nincsen semmiféle külső befolyásoló tényező. A gyakorlatban az ingatlanpiac nem tökéletes piac, nem teljesek az információk, nem tiszta a verseny, valamint jelen vannak a kormány, illetve más intézmények gátjai, befolyása. Az értékbecslő feladata, hogy megpróbálja felbecsülni az ingatlan árát a határidőt betartva, és szem előtt tartva a rengeteg piaci befolyásoló tényezőt. A jártasság ahhoz kell, hogy mérlegelni tudjuk, hogy a tényezők közül melyik segít a szabatos érték megállapításában.

## Az ingatlan értékbecslés meghatározása
A föld-, és vízterületek, valamint az azokon levő vagyontárgyak, és az azokhoz kapcsolódó jogok gazdasági értékének, vagy értékhatásának meghatározása.
Az ingatlan értékét az árakból szerzett információkból vezetjük le, melyek lehetnek:
- hasonló üzletkötések középértékeként, figyelembe véve az értékmódosító tényezőket,
- hasonló üzletkötésekből többváltozós matematikai modell segítségével.

Az ingatlan értékbecslés során figyelembe veendő alapvető tényezők:
- az ingatlan fajtája,
- az ingatlan alapterülete,
- az ingatlan tulajdoni viszonyai,
- az ingatlanhoz kapcsolódó jogok (pl. építési jog),
- az ingatlanhoz kapcsolódó egyéb előnyök (pl. közcélú létesítmények használati lehetősége),
- az ingatlant terhelő vagy kiszolgáló jogok,
- környezeti hatások (pl. közlekedési zaj, stb.).

Az ár (általánosságban)  valamely árunak pénzben kifejezett értéke.
Az ingatlan pénznemben kifejezett piaci ára tehát kifejezi az ingatlan értékét.
Az ingatlan költsége általában a telek költségét és az épület vagy építmény nettó pótlási költségét foglalja magába.
A nettó pótlási költség kifejezés alatt az épület vagy építmény avulással csökkentett újra-előállítási költségét értjük.
Piaci viszonyok között az ingatlan értéke és költsége között nincs közvetlen összefüggés.
A föld (- ingatlan), mint a tranzakciók tárgya, különleges árucikknek tekintendő, a következő jellegzetes tulajdonságai miatt:
- a hely kötöttsége,
- mennyisége korlátozott,
- használati ideje korlátlan,
- a föld minden működés alapja,
- értékét nem veszíti el (nincs értékcsökkenési leírás),
- nem lehet exportálni, importálni,
- nem lehet megsemmisíteni,
- gyakran érzelmi kötődés tárgya („apáink földje”),
- nem öregedik, nem válik divatjamúlttá, nem romlékony.

Az ingatlanpiac főbb szektorai az alábbiak:
- lakó- vagy rezidenciális ingatlanok,
- kereskedelmi célú ingatlanok (pl. bér irodaházak, szállodák, stb.),
- ipari vagy üzemi ingatlanok,
- mezőgazdasági célú ingatlanok, termőföldek,
- különleges rendeltetésű ingatlanok (pl. kórházak, mozik, kaszinók),
- egyéb ingatlanok.

## Az értékcsökkenés
A közteherviselés megvalósításának egyik fontos módszere a magánszemélyek és vállalkozások adóztatása.
Az adózást a gazdasági számítások során feltétlenül figyelembe kell venni, ezért is szükséges az adózás mikéntjéről tájékozottnak lenni.
Az értékcsökkenés az adószámítások egyik lényeges eleme.
Az értékcsökkenés fogalma, fajtái:
A kifejezés valamely tárgy, eszköz , épület, építmény, stb. értékének „kevesebbé válását” jelenti.
Mivel az érték szónak többféle értelmezése lehetséges, ezért szükséges a kifejezés jelentését pontosítani.
Közgazdasági értelemben, különösen az ingatlan értékbecslési szóhasználatban, az érték jelenthet piaci forgalmi értéket, de jelentheti valamely gazdasági szereplő tulajdonosi voltát kifejező tulajdoni (számviteli, könyv szerinti) értéket is.
Amíg a könyv szerinti érték csökkenése általában az alkalmazott értékcsökkenési leírási módtól függ, addig a piaci érték csökkenését számos egyéb tényező befolyásolhatja, például a piaci kereslet-kínálat alakulása, a fizikai és erkölcsi avulás, stb. 
A vállalkozásoknak eszközökkel kell rendelkezniük, hogy termelni tudjanak.
Ezek az eszközök azonban nem tartanak örökké.
Az értékcsökkenés mint költségtétel azt tükrözi, hogy ezek az eszközök véges élettartamúak, és hogy az eszközök költségeit azokra az időszakokra kell ráterhelni, amikor hasznot hajtottak.
A vállalkozások számvitelében az a szemlélet érvényesül, mely szerint az eszköz hasznos élettartama alatt bevételt hoz és elhasználódik.
Ezt az elhasználódást fejezi ki a könyvelő, amikor valamely módszer szerint csökkenti, azaz leírja az eszköz értékét.
A magyar számviteli törvény a tárgyi eszköz megnevezést használja:
„Tárgyi eszköz minden olyan termelési, illetve egyéb célt szolgáló és rendeltetésszerűen használatba vett vagyontárgy, amelynek elhasználódási ideje egy évnél hosszabb.”
A tárgyi eszközök közé tartoznak az ingatlanok, a gépek, a berendezések és egyéb járművek, az egyéb berendezési és felszerelési tárgyak, a tartós szerszámok és műszerek, valamint az egy évnél hosszabb ideig használható kis értékű eszközök.
Meg kell azonban különböztetni a számviteli célú értékcsökkenési leírást, az adózási célokra - és az adózási törvények szerint - számított értékcsökkenési leírástól. A vállalkozás számviteli politikája, ezen belül a számviteli célokra választott értékcsökkenési leírási módszerek a cég belügyét, üzleti titkát képezik, amit csak a tulajdonosok előtt tár fel.
Fizikai és erkölcsi elhasználódás
Egy épület értéke a használat során csökken, alkotórészei, szerkezeti elemei elkopnak, mind több és több javítást igényelnek.
Eredeti funkcióját sem képes változatlan színvonalon ellátni.
Ezt a jelenséget nevezik fizikai elhasználódásnak.
Az értékcsökkenés másik jellegzetes módja az erkölcsi elhasználódás, más szóval elavulás.
Egy épület vagy építmény akkor tekinthető erkölcsileg elavultnak, ha a tervezett funkciót más, célszerűbb módon is be lehet tölteni.
Szélsőséges esetet tekintve, előfordulhat egy eszköz (épület, építmény, stb.) teljes értékcsökkenése anélkül, hogy fizikai állagában bármilyen változás történne, anélkül, hogy egyáltalán használták volna, csupán az erkölcsi elhasználódás eredményeképpen.
A gazdasági életben, a vállalkozások életében az értékcsökkenés szó egy harmadik jelentéssel bír.
Amíg az általános szóhasználatban az értékcsökkenés egy eszköz piaci beszerzési (előállítási) értékének csökkenését jelenti, a vállalkozások gazdaságtanában - ezen belül is a könyvvitelben - az eszköz beszerzési költségének, annak hasznos élettartamára történő szétosztását (allokálását) jelenti.
E harmadik értelmezés használatos a vállalkozások adóköteles jövedelemének meghatározásánál.
Gyakorlatilag majdnem minden eszköz (épület, építmény, gép, berendezés, jármű, stb.) az idő múlásával elhasználódik, értékcsökkenési folyamaton megy át, a földterületeket kivéve, amelyeknek értéke nemhogy csökkenne, de folyamatosan növekszik. 
A föld egy olyan ”eszközfajta„, amelynek nem értelmezhető a hasznos élettartama és nincs értékcsökkenése, függetlenül piaci értékének mozgásától.
Az élettartam megadása
Gyakran nehéz, ha nem lehetetlen, pontos élettartamot megadni egy épületre vagy épületcsoportra vonatkozóan, ezért az értékbecslők kénytelenek lehetnek az élettartamok ”sávokba sorolásához„ folyamodni.
Nyilvánvaló, hogy az értékbecslő feladatát megkönnyíti a széles sávok használata, és az esetek többségében az ilyen élettartam megjelölés valószínűleg kielégíti a megrendelő igényeit.
Amikor egy ingatlan több különálló épületet foglal magában, például nagy gyárépületeket, javasolható, hogy ezeket az értékbecslő - ahol csak lehetséges - csoportosítsa, és egyetlen élettartamot rendeljen hozzá az ingatlanhoz tartozó összes épülethez.
Ennek a megoldásnak a helyességét alátámasztja az a tény, hogy az egyes épületek élettartama magasabb színvonalú karbantartással, kisebb felújításokkal észszerű határokon belül rendszerint meghosszabbítható, viszont az ingatlan aprólékos újrafejlesztésének (az épületek egyenkénti lebontásának és új épülettel való pótlásának) a végrehajtása általában gazdaságtalan, a magas bontási költség miatt.
Az épületek hasznos élettartama végén a terület teljes egészében történő átépítése (”újrafejlesztése„) a megfelelő rendezési korlátozásokon belül megtörténhet.
Az átépítés céljára történő szabadpiaci értékesítéskor az ingatlanért valószínűleg kapható ár figyelembe veszi a régi épület és más szerkezetek bontási költségét, amennyiben ezek jelentősnek bizonyulnak.
Csak a telek értékbecslési ára után nem számolható el értékcsökkenés, amelyből az következik, hogy az értékesítési árnak tükröznie kell a bontás költségeit, amennyiben utóbbiak jelentősek, és befolyásolják a piacon elérhető árat.
Ha a leírható érték meghatározásának alternatív módjához folyamodunk, nevezetesen az épületek tényleges vagy becsült nettó újra-előállítási költségéből indulunk ki, akkor csak kivételes esetekben van szükség a bontási tényező figyelembevételére.
Ami a bontási költség jelentőségét illeti, az a vélemény alakult ki, hogy néhány esetben - például akkor, ha nagyobb épület elbontásából nem nyerhető vissza nagyobb mennyiségű acél vagy egyéb értékes anyagok, a becsült bontási költség eléggé tetemes lehet és ez jelentős hatással lehet az értékcsökkentés számbavétele miatti eszköz megosztásra.
A gyakorlatban azonban az ilyen körülmények csak kivételesen fordulnak elő, az esetek nagy többségében nincs szükség arra, hogy a bontási költségek miatt valamilyen konkrét engedményt tegyenek.
Néhány országban azt az elszámolási gyakorlatot követik, hogy ott ahol a maradványérték (vagyis a telek értéke) az ingatlan költségéhez vagy értékéhez viszonyítva alacsony, azt egyszerűen nullának veszik.
Ez a minimalizálási eljárás tehát feleslegessé teheti a megosztást olyan esetekben, amikor az ingatlan teljes értékéhez képest alacsony a telek értéke.

## Az ingatlan értékbecslés módszertana
Az értékbecslési módszerek két fő kategóriára oszthatók: a piaci érték alapú értékbecslés és a nettó pótlási költség elvű értékbecslés.
A piaci viszonyokon alapuló módszerek két fő csoportba, a forgalmi és a hozadéki (vagy más néven hozamszámításon alapuló) értékbecslések közé sorolhatók.
Ezen értékbecslési eljárások használatáról röviden azt mondhatjuk, hogy a gyakorlatban legelterjedtebb a forgalmi értékbecslés használata, a hozadéki vagy bevétel-tőkésítési értékbecslés mérhető hozadékkal rendelkező, nagy értékű vagyontárgy esetében használatos.
A nettó pótlási költség elvű értékbecslésre kizárólag más lehetőség hiányában kerülhet sor.
A nyugati szakirodalom egyre fontosabbnak tartja a hozadéki értékbecslés használatát, azonban Magyarországon legtöbb esetben a kiindulási adatok bizonytalanságai miatt ezen eljárás használhatósága sajnos egyelőre még igen korlátozott.
Az alábbi eljárásokkal fogunk részletesen foglalkozni:
Nettó pótlási költség alapú értékbecslés
Piaci összehasonlító adatokon alapuló forgalmi értékbecslés
Hozamszámításon alapuló értékelési módszer

## A nettó pótlási költség alapú értékbecslés
Ez az eljárás valójában nem értékbecslés, hanem adott ingatlan újraépítési költségének becslése a föld értékének hozzáadásával.
A költségen alapuló megközelítés nem egyeztethető össze a piacgazdaság alapelveit követő értékmeghatározással.
Az érték nincs közvetlen összefüggésben a költséggel.
Néhány ingatlan esetében azonban szükségessé válhat a nettó pótlási költség becslése, főként amikor teljes mértékben hiányoznak a piaci összehasonlító adatok.
Az eljárás az alábbi különleges rendeltetésű épületek értékbecsléséhez használatos:
- iskolák
- kórházak
- egyetemek
- könyvtárak
- múzeumok
- börtönök

Az eljárás legfontosabb lépései a következők:
- Becsüljük meg az ingatlan értékét, mintha az üres lenne, és képesek lennénk a lehető legkedvezőbben kihasználni.
- Becsüljük meg az ingatlan felépítményeinek és területi fejlesztéseinek a jelenlegi költségét.
- Becsüljük meg az értékcsökkenés nagyságát, amit a funkcionális avulás, a fizikai állagromlás vagyis az üzemelés okozta elhasználódás és/vagy külső elhasználódás okozott.
- Vonjuk le az értékcsökkenést a becsült építési és területfejlesztési költségből.
- Adjuk hozzá a föld becsült értékéhez az értékcsökkentett bekerülési költséget, s így megkapjuk az ingatlan teljes értékét.

A föld  értékét  piaci  összehasonlításokkal  becsülhetjük  meg,  amikor is az értékbecslendő  földterület
elhelyezkedését, területfejlesztését (közművek jelenléte, csatornahálózat, stb.) hasonlítjuk össze közeli ingatlanokkal, kiigazítást téve a jelentős különbségek terén.
Két út kínálkozik a felépítmény bekerülési költségének becslésére: az újra-előállítási és a helyettesítési költség
meghatározása.
Az újra-előállítási költség pillanatnyi árakon határozza meg az épület költségét, a felépítmény jellemzőit teljesen lemásolva az ingatlan minden előnyével és hátrányával.
A helyettesítési költség a költség olyan becslése a napi piaci árakon, amikor a felépítmény közművei és funkciója csupán hasonló az értékbecslendő ingatlanéhoz.
A helyettesítési költség gyakran használatos idősebb felépítmények értékbecslésénél, mivel így elkerülhető elavult jellemzők használata, és mai építésmódszerek és építőanyagok előnyei is előtérbe kerülhetnek.
Ezt követően a felbecsült értékcsökkenések mértékét kivonjuk az építési és területfejlesztési költségből.
Az így kapott összeget a földterület értékével összegezve, megkapjuk az ingatlan teljes értékét.

## Piaci összehasonlító adatokon alapuló forgalmi értékbecslés
Az értékbecslés a piaci környezet tanulmányozásából indul ki: a megtörtént adás-vételek képezik az összehasonlítás alapját.
Ez nem jelent mást, mint amit más, nem ingatlan típusú befektetések piacán is csinálnak, hiszen a részvények árát is befolyásolják a tranzakciók.
Például az utolsó tranzakció során kialakult részvény ára fogja meghatározni a valószínű eladásokat a következő tranzakciónál.
Az ingatlan értékbecsléskor használatos összehasonlítás sokkal összetettebb, azonban ugyanezen elven működik.
Az összehasonlító adatok képeznek egy alaphalmazt, melyek az értékbecsült vagyontárgyra jellemző körből származnak.
Az alaphalmazra jellemző átlagos piaci érték az alapérték.
Rendszerint megjelennek olyan, úgynevezett értékmódosító tényezők, melyek az értékbecslendő állóeszköz vagyonértékét eltérítik az alapártól.
Ezeket a tényezőket számításba véve, az alapárból meghatározhatjuk az értékbecslendő vagyontárgy piaci forgalmi értékét.
Lássuk részletesen az értékbecslés lépéseit!
1. Piaci összehasonlító adatok elemzése:
A forgalmi értékbecslés első lépése az összehasonlító adatok beszerzése és elemzése.
Az összehasonlító adatok alaphalmaza a vagyontárgyra jellemzőek, Illetve elegendő számú piaci adatot tartalmaznak.
Az a követelmény, hogy legalább 5-10 összehasonlító adatot tartalmazzon ez az alaphalmaz.
Sok esetben okozhat nehézséget az alapár megállapítása, hiszen olykor kevés adat áll rendelkezésünkre, olykor az összehasonlító adatok nem az átlagos ár körül mozognak (például akciók), tehát nem jellemzőek az értékbecslendő ingatlanra.
Ilyenkor a tapasztalatokra támaszkodva, az alaphalmaz ismeretében a különböző szempontok alapján súlyozással alakítható ki az alapár.
Az alapár rendszerint fajlagos ár, négyzetméterre, négyszögölre vagy folyóméterre vetített egységnyi érték.
Az összehasonlító adatok lehetséges forrásainak felkutatása igen munkaigényes. Arra mindig ügyelni kell, hogy csak a már megtörtént adás-vételek árai alkalmasak összehasonlításra, ajánlati, illetve értékbecslésből származó árakat csak körültekintő ellenőrzés után, fenntartásokkal lehet felhasználni.
Hazai viszonyaink között a saját értékbecslési gyakorlat adatbázisa jelenti a legmegbízhatóbb adatforrást, hiszen a saját magunk által értékbecsült ingatlanok eladási (vételi) árai gyorsan és könnyedén beszerezhetőek.
Az ingatlanközvetítők a már megtörtént tranzakciókat titokként kezelik, csak ajánlati árakat szolgáltatnak, melyek az ingatlanhirdetésekkel egyetemben csak hozzávetőleges információt jelentenek.
Az összehasonlító adatok ellenőrzése, szelektálása nagyon fontos feladat, hiszen különböző forrásokból és különböző informátoroktól származnak ezen adatok.
Sokszor ellentmondásosak az információk, és a valóságtartalmuk megítélése hosszas utánajárásba kerülhet.
Igen megfontolandó, hogy az összehasonlító adatokat szerepeltessük-e az értékbecslési bizonyítványban, hiszen az adatszolgáltatók és a szerződő felek személyiségi jogait és üzleti érdekeit sértheti.
A legkedvezőbb megoldás, hogy a végső dokumentációban csak az alapár és a szükséges információk forrásai jelennek meg, a konkrét összehasonlító adatokat pedig a saját irattárunkban megőrizzük.
2. Értékmódosító tényezők számbavétele
Az alapárból az értékmódosító tényezők segítségével számíthatjuk ki a forgalmi értéket. Általánosságban azt mondhatjuk, hogy rengeteg ilyen befolyásoló tényező van, és ezen értékmódosító tényezők számba veendő köre attól függ, hogy milyen az értékbecslendő eszköz, illetve mire vonatkozik a megbízás tárgya.
Az alábbiakban lássunk néhány értékmódosító tényezőt a teljesség igénye nélkül:
- Műszaki paraméterek: építés, létesítés időpontja; nagyság; típus; speciális felszereltség; tartozékok; felhasznált anyagok és szerkezetek; felújítások; karbantartások.
- Használati  jellemzők:  állapot;  állag;  üzemeltetés  körülményei;  elhasználódás  foka;  alternatív hasznosítási lehetőségek.
- Hatósági és jogi kérdések: kapcsolódó jogok és kötelezettségek; tulajdon és bérleti viszonyok; hatósági előírások.
- Piaci jellemzők: kereslet és kínálat; korszerűség és értéktartás.
Ez a felsorolás csak szempontokat ad, egy ingatlanra nem vonatkozhat az összes tényező, az alapár szempontjából mindig csak néhány módosító tényező a mérvadó.
Természetesen csak azokat a tényezőket kell figyelembe venni, melyek az alaphalmazra nem jellemzőek, hiszen egy lakótelepi lakás esetében nem lesz értékmódosító tényező a szennyvíz-csatornázottság, mivel ez az alaphalmaz (lakótelepi lakások) alapszolgáltatásának tekinthető.
Az értékmódosító tényezők lehetnek értéknövelő, illetve értékcsökkentő hatásúak is, illetve speciális esetekben ugyanazon tény egy alkalommal értéknövelő, míg más alkalommal értékcsökkentő tényező.
Például a repülőtér közelsége egy irodaház esetén értéknövelő tényező, míg lakóépület esetén a zaj és a környezeti adottságok miatt jelentős értékcsökkentő tényező.
Az értékbecslő szakember az értékmódosító tényezők hatásának mérlegelésével alakítja ki a forgalmi értéket.
Ez a kalkuláció a tapasztalatokra támaszkodva, rövid úton is elvégezhető, de bonyolultabb esetekben valamilyen matematikai módszert, illetve modellt kell segítségül hívni (például: matematikai statisztikai eljárások, illetve komplex összemérési technikák stb.).

## Hozamszámításon alapuló értékelési módszer
A hozamszámításon alapuló értékelés az ingatlan jövőbeni hasznainak és az ezek megszerzése érdekében felmerülő kiadások különbségéből  (tiszta jövedelmek) vezeti le az értéket. Az érték megállapítása azon az elven alapszik, hogy bármely eszköz értéke annyi, mint a belőle származó tiszta jövedelmek jelenértéke.
A hozamszámítás lépései:
- Az ingatlan lehetséges (alternatív) használati módjainak elemzése.
- A bevételek és kiadások becslése használati módonként. Többéves bevétel-kiadás becslés estén a pénzfolyamok felállítása használati módonként.
- A tőkésítési kamatláb meghatározása.
- Többéves bevétel-kiadás becslés esetén a jelenérték meghatározása.
A költség-alapú megközelítésnél az érték a bekerülés összege szerint alakul. Az ingatlanok többsége nemcsak létrehozható vagy a piacon értékesíthető, hanem bérbe is adható. Számos ingatlantípus van amit eleve bérleti hasznosításra terveznek, a legfontosabbak:
- irodaházak
- hotelek
- bérházak
- parkolóházak
- uszodák
(Elsősorban ezeknél alkalmazható a hozamszámításon alapuló értékelési módszer.)
A bérleti díj értékmérőként alkalmazható. Ez esetben azt vizsgáljuk, hogy a vagyontárgy képes-e a befektetett tőkére vonatkozóan elvárt megtérülést biztosítani. A jövedelemtermelő képesség vizsgálata során kétfajta szemléletmód alakult ki: az egyik egy naptári évre vonatkozóan szemléli az eseményeket, míg a másik több évet vesz figyelembe.

## Az értékbecslési bizonyítvány
Az értékbecslés lehetséges okai:
1. Az ingatlan eladása miatti értékbecslés
2. Az ingatlan bérbeadása miatti értékbecslés
3. Jelzálog miatti értékbecslés
4. Biztosítás miatti értékbecslés
5. Vagyonértékbecslés
6. Egyéb értékbecslések

Az ingatlan eladása miatti értékbecslés:
Az értékbecslő képviseli, illetve ”eljátssza„ az eladó vagy a vevő szerepét.

Az eladás létrejöhet:
- Magántermészetű tárgyalások alapján
- Tenderek (árajánlatok) alapján
- Árverések alapján

Az értékbecslő, amíg az értékbecslését végzi, a piaci ismereteit felhasználja arra, hogy felbecsülje:
- a valószínű vevőkört,
- az eladható, összehasonlításra alkalmas ingatlanokat,
- a finanszírozási lehetőségek kérdését.

Az elemzéssel az értékbecslő meg tudja becsülni az ingatlan valószínű eladási árát.
Ha az adásvétel magántermészetű tárgyalásokkal folyik le, akkor a két fél, a vevő és az eladó közvetlenül, illetve az ügynökeik révén egyeznek meg az árban.
Ha az eladás tender alapján történik, akkor az eladó értékbecslője dátummal ellátott, írásos ajánlatokat kér.
Addig nincs összeköttetés a felek között, míg az eladó el nem fogadja az egyik tendert, ami általában a legmagasabb árat képviseli.
Azonban az eladónak nem kötelessége a legmagasabb ajánlati árat elfogadnia.
Az eladás harmadik módja az árverés.
Ekkor meghirdetik, hogy az árverés egy bizonyos helyen, napon és órában lesz.
Sokszor az eladás tárgyát képező ingatlanon rendezik meg az árverést, azonban lehet máshol is.
Az árverés levezetője árajánlatokat kér az ingatlan megvételére, alacsony értéken kezdenek, mely remélhetőleg növekedni fog.
Általában a legmagasabb árajánlatot fogadják el, bár az eladó dönthet más szempont alapján is. Az árverést megelőzően lefixálják azt az összeget, amely alatt nem adják el az ingatlant.
A három eladás-módnak sok előnye és hátránya van.
Az értékbecslőnek sok szempontot kell figyelembe vennie:
- a helyi piaci feltételeket,
- a kereslet (magas, illetve alacsony) szintjét,
- az eladás időpontját,
- a piacverseny szintjét,
- a különböző ingatlantípusok hiányát.

Az ingatlan bérbeadása miatti értékbecslés
A tulajdonost képviselő értékbecslő megkérdezni, hogy mit szeretne, ki bérelje ki az ingatlanát, illetve a bérlőt képviselő értékbecslő megkérdezi a bérlőt, hogy kitől szeretné bérelni az ingatlant.
A tulajdonos felkéri az értékbecslőt, hogy határozza meg azt a bérleti díjat, amelyet elvárhat az adott piaci körülmények között.
Az értékbecslő a helyi adottságokat ismervén megbecsüli az elvárható évenkénti bevételt (bérleti díj). Az értékbecslő tárgyal az ügyfele nevében (tulajdonos vagy bérlő) a bérbeadás időtartamáról, illetve a bérleti viszonyokról.
Az értékbecslőnek ugyanazon tényezőket kell megfontolnia amikor a bérleti értéket megbecsüli, mint amiket a tőke értéknél fontolt meg.
Mindemellett körültekintően kell megbecsülni a bérleti időtartamot.
A fontosabb befolyásoló tényezők:
- karbantartási kötelezettségek
- a bériét felülvizsgálatának feltételei
- a bérlet időtartama
- engedélyezett használat

A fenti tényezők bármelyike figyelembe veendő hatással van az ingatlan bérleti értékére.
Jelzálog miatti értékbecslés
Megeshet, hogy az ingatlan vásárlójának nem áll rendelkezésére elegendő tőke arra, hogy készpénzért vegye meg az ingatlant.
Ekkor szükségessé válik, hogy pénzt kölcsönözzön, melyet a jövőben visszafizet bizonyos idő alatt. Ekkor gyakran a vásárolni kívánt ingatlan lesz a kölcsönadó biztosítéka. Így a kölcsönadó törvényes jogot szerez az ingatlanra, a kölcsön visszafizetésének biztosítékául.
Az idegen forrásból történő finanszírozás esetén a pénzt meghatározott kamatra és futamidőre kapott hitelből biztosítják.
A tőke tulajdonosa a kölcsönadó ilyenkor nem osztozik közvetlenül a befektetés megtérülésének kockázatában, és nem osztozik abban az eredményben sem, amit a kölcsönvevő realizál.
A finanszírozás e típusa fix kamatozású kötvényekkel, jelzáloghitelekkel és egyéb kölcsönpénzek felvételével valósul meg.
Abban az esetben, ha a befektetést saját forrásból finanszíroznánk, kétféle lehetőség kínálkozik.
Az egyik alternatíva a saját tőkéből biztosítani a szükséges pénzeszközöket, a másik alternatíva a vállalati tiszta (adózott) eredmény újbóli befektetése, visszaforgatása.
A visszaforgatott pénzeszközök korábbi befektetések megtérüléseiből, hasznából származnak.
Finanszírozás esetén fontos befolyásoló tényező az idegen forrás és saját forrás részaránya a befektetett tőkében. Ugyanis, ha egy befektetés finanszírozásánál az idegen források részaránya számottevően megnő, akkor ezzel párhuzamosan nő a hitelező kockázata is, ami növeli a hitelkamatlábat. Általánosságban kijelenthetjük, hogy a befektetések finanszírozásánál elengedhetetlen a saját tőke egészséges arányú részvétele, a hitelezők bizalmának megszerzése, illetve megtartása érdekében.
Az értékbecslő szerepe megbecsülni az ingatlan értékét a felajánló (például a bank) nevében.
A bank tudni akarja, hogy az ingatlan értéke elég magas-e ahhoz, hogy biztosítékot nyújtson a kölcsönük fejében.
Az értékbecslés legfontosabb szerepe a jelzálog esetén, hogy az értékbecslő egy ”kényszer eladási„ értéket megbecsüljön.
A ”kényszer eladás„ időpontját a kölcsönadó határozza meg.
A kölcsönadó sokszor nem akarja kivárni a piaci körülmények változásának figyelembevételét, ezért sok esetben a jelzálog értékbecslés alacsonyabb értéket ad az eladási értékbecslés eredményénél.
Ez a kényszereladás sürgősségét, menetének gyorsaságát tükrözi.
Biztosítás miatti értékbecslés
A biztosítás céljából készített értékbecslés gyakran az épületek újra-előállítási költségének becslését jelenti. Az értékbecslőnek meg kell becsülnie, hogy mibe kerülne az ingatlan újraépítése, illetve olykor egy azonos, de modern épület felépítése.
Ez a feladat magában foglalja az épület felmérését a méreteinek kiszámítása végett, a felhasznált építőanyagok vizsgálatát, és az aktuális újra-előállítási értékének megbecslését.
Gyakran előfordul, hogy a piaci érték magasabb az újra-előállítási értéknél, azonban nem minden esetben.
Vagyonértékbecslés
Ez az értékbecslésmód olyan vállalatok esetén fontos, ahol tudni akarják az ingatlan vagyonértékét.
A vállalatok ekkor szabályos, időszerű értékbecslést követelnek meg az ingatlanról, melyet szerepeltethetnek a vállalati elszámolásokban.
Az értékbecslés ezen speciális területe szakterületben jártasságot, s gyakran különleges irányelveket, szerepeket követel meg.
Egyéb értékbecslések
Az alábbi esetekben elvégzett ingatlan értékbecslések esetén is értékbecslésről beszélünk:
- újrafejlesztési érték meghatározásakor elkészített értékbecslés
- a tulajdonos halála miatt elkészített értékbecslés
- adózási esetekben elkészített értékbecslés
- házassági viták esetén elkészített értékbecslés

Mindegyik esetben szükség van az értékbecslő szakmai jártasságára, ép ítélőképességére ahhoz, hogy megbecsülje az ingatlan értékét.

## Az értékbecslés folyamata
A helyszíni bejárás során az ingatlan műszaki állapotán túlmenően az üzemeltetési viszonyokról, illetve a működtetés körülményeiről is számot kell adni.
A  tulajdonképpeni értékbecslési eljárás, kulcsa a módszeres adatgyűjtés.
Az adatok két alapvető osztályba sorolhatók:
- Általános adatok, melyek az országot, régiót, várost és lakókörzetet fedik le.
Különösen fontos a szomszédos telkek vizsgálata, melyek fizikai, gazdasági, szociális és politikai befolyást jelenthetnek, így közvetlenül befolyásolhatják tárgyi ingatlan fejlesztési lehetőségeit és értékét.
- Részletes adatok, melyek a tárgyi ingatlan jellemzőit fedik le, illetve olyan hasonló ingatlanok összehasonlító adatai költségek, eladások, bevételek és kiadások terén amelyeket versenyeztethetünk a tárgyi ingatlannal.
Bemutatjuk azokat a lépéseket, melyet egy értékbecslő végez(het) az értékbecslési eljárás során:
(a leírás csak tájékoztató jellegű, az egyes értékbecslők módszerei eltérőek lehetnek)
1. lépés:
Meg kell határozni a becsülni kívánt érték fajtáját, ki kell választani az ehhez legmegfelelőbb értékbecslési eljárást.
2. lépés:
A szükséges adatok és források listájának gyűjtése.
Az értékbecslő által használandó értékebecslési eljáráshoz szükséges adatok típusának, illetve forrásainak felkutatása.
3. lépés:
A szükséges adatok összegyűjtése, rögzítése és igazolása.
A részletes információt az ország, város és lakókörzet, gazdasági, politikai és társadalmi feltételeinek figyelembevételével kell megszerezni.
Össze kell gyűjteni az alkalmazott megközelítéstől függően az eladásokból, bevételekből, költségekből valamint az összehasonlító ingatlanok építési költségeiből származó összehasonlító információkat.
Minden adatot ellenőrizni kell, általában két különböző forrásból megszerezve ugyanazon információt.
Eladási adatok esetén az egyik forrás olyan személy kell legyen, aki közvetlenül részt vett a tranzakcióban.
4. lépés:
A leggazdaságosabb hasznosítás meghatározása.
Az értékbecslő a pillanatnyi használatot vizsgálja a lehetséges használat ellenében, a piaci erők figyelembevételével, hogy a jövedelmezőség figyelembevételével meghatározza az ingatlan pillanatnyi használatának megfelelőségét.
5. lépés:
A telek értékének megbecslése.
Annak érdekében, hogy meghatározzuk a tárgyi ingatlan telekértékét, az összehasonlító adatok jellemzői és eladási árai összehasonlításra kerülnek a tárgyi ingatlannal.
6. lépés:
Az ingatlan értékének megbecslése.
Az értékbecslő a kiválasztott értékbecslési módszerrel meghatározza az ingatlan értékét.
Speciális esetekben egy ingatlan értékének megbecslésére több módszert is alkalmazhatunk, ekkor az eljárás végén a kapott eredményeket egyeztetni kell, végül esetleges kompenzációkat végezve meghatározni az ingatlan értékét.
7. lépés:
A végleges értékbecslés elkészítse.
Az ingatlan végleges értékének meghatározását követően az értékbecslő írásos jelentést készít ügyfele számára.
Ezen írásos jelentés legmegfelelőbb formája az értékbecslési bizonyítvány.

## Egységes ingatlanérték-becslési irányelvek, módszertani útmutatók
Az ingatlan-értékbecslő szakma két jelentős nemzetközi, európai szervezete:
- The Royal Institution of Chartered Surveyors, RICS
- The European Group of Valuers of Fixed Assets, TEGOVOFA
RICS (The Royal Institution of Chartered Surveyors)
Az országok, városok, cégek és magánemberek vagyonának egyik, legjelentősebb alkotóelemei az épületek és a hozzájuk tartozó föld.
Az ingatlan lehet az akár mezőgazdasági földterület akár nemzetközi repülőtér szakszerű kezeléséhez sokoldalúan képzett szakemberekre van szükség.
Ezek a szakemberek arra vannak kiképezve, hogy az ingatlan értékét növeljék.
Az Egyesült Királyságban hiteles felmérők, értékbecslők látják el ezt a munkát, akik mindannyian tagjai a RICS-nek. Ezt az Intézetet 1868-ban alapították Londonban, és az angol királyi kiváltságlevelet 1881-ben nyerte el. A RICS-nek jelenleg több mint 62 000 minősített és 20 000 jelenleg is tanuló tagja van, így az egyik legnagyobb hivatásos társaság az Egyesült Királyságban. Tagja lehet minden olyan személy, aki megfelelő szakirányú iskolai végzettséggel rendelkezik. A tagság nincs brit állampolgársághoz kötve. Hozzávetőlegesen 6500 (RICS-tag) hiteles felmérő dolgozik Anglián kívül, több mint 100 országban (közöttük Magyarországon is), főként mint ingatlanszakértők és értékbecslők.
A RICS tagjai szakemberek az ingatlanszakértés és ingatlanértékbecslés minden területén.
A főbb szakágazatok a következők:
- telekre, más be nem épített területekre vonatkozó információk beszerzése, feldolgozása és kezelése
- várostervezés és területrendezés; fejlesztési tervek kidolgozása és kivitelezése
- föld/telek, épületek, gyárak és üzemi berendezések értékbecslése
- ingatlannal kapcsolatos befektetési tanácsadás
- ingatlankezelés
- kereskedelmi és lakóingatlanokkal kapcsolatos ügynökség
- épületkarbantartás és fenntartás
- építési gazdaságtan

A RICS folyamatosan gondoskodik a szakmai irányelveinek, módszertani útmutatójának kiadásáról és felfrissítéséről, kiegészítéséről.
Ezt jórészt a ”Statements of Asset Valuation Practice and Guidance Notes" c. kiadványuk (RED BOOK) keretében teszik, ami hozzáférhető minden angolul beszélő szakember számára.
TEGOVOFA (The European Group of Valuers of Fixed Assets)

A gazdaság átalakulásásával kapcsolatosan mind jobban erősödik az igény és a kötelezettség arra, hogy szakmai megközelítésükben és tartalmukban egyaránt európai színvonalú értékbecslések szülessenek. Az erre vonatkozó szabványok hiánya, illetve az egységes európai követelmények miatt célszerű a Nyugat-Európában szabványként használatos TEGOVOFA útmutató elveit és módszertani ajánlásait elfogadni. Több világszervezet is ennek az útmutatónak alapján készítette el javaslatát nemzetközi érvényű értékbecslési normák használatára (pl.: Nemzetközi Eszközértékbecslési Szabványügyi Bizottság, 1986; FIABCI, 1992.). A TEGOVOFA útmutatója tartalma lényegében azonos a RICS (Egyesült Királyság) útmutatójával. Minden piacgazdasággal bíró országnak, így Magyarországnak is kialakult, illetve kialakulóban van a sajátos, egyedi ingatlanérték-becslési gyakorlata.
Ámbár a TEGOVOFA Útmutatója segít eligazodni az elvi kérdések, az általános szabályok tekintetében, mégis tiszteletben tarja az adott országban kialakult gyakorlatot. A szervezet 1981-ben alakult meg.
Magyarországon ma az értékelhet, aki a hazai szabályoknak megfelelő képesítéssel rendelkezik. Ennek nem része a RICS, de hasznos információkra lehet szert tenni általa.
Ma Magyarországon csak az értékelhet, aki 
- vagy okj 52-es képesítéssel rendelkezik és ingatlanközvetítői névjegyzékben regisztrált
- vagy okj 54-es vagyonértékelői képesítést megszerezte és a vagyonértékelői névjegyzékben szerepel
- vagy igazságügyi szakértőként az IM névjegyzékében szerepel